# 国際連合カンボジア先遣隊
国際連合カンボジア先遣隊（こくさいれんごうカンボジアせんけんたい United Nations Advance Mission in Cambodia,UNAMIC）は、カンボジアに展開した国際連合平和維持活動の一つ。1991年10月16日の国際連合安全保障理事会決議717に基づき設立された。UNAMICの任務はカンボジア内戦の停戦状態を監視し、地雷除去のための人員訓練を施し、後続となる国際連合カンボジア暫定統治機構 (UNTAC) のための準備を行うことにある。

## 概要
カンボジアは1960年代以降、内戦状態にあったが、1980年代後半より和平の機運が見え始めた。1991年10月にカンボジア国内4派によりパリで和平会議が開催された。この和平会議の進展を受け、カンボジアに対する国際連合の支援が求められたため、10月16日に安全保障理事会は決議717を採択、国際連合カンボジア先遣隊 (UNAMIC) を設立、現地に派遣し、カンボジアにおける平和維持活動や暫定統治のための先遣調査を行うこととなった。なお、10月23日には国際連合カンボジア暫定統治機構 (UNTAC) の設置を求めるカンボジア国内4派の和平合意が結ばれている。
UNAMICは1991年11月9日よりプノンペンで実働を開始した。責任者にはAtaul Karim（バングラデシュ）が着任し、軍事部隊指揮官にはMichel Loridon准将（フランス）が着いた。当初規模は約270名。1992年1月8日の決議728により地雷除去のための要員養成も任務に加えられた。
最大時の規模は軍事要員1,090名、文民34名。1992年3月にUNTACが実働すると、それに改編された。